# Iñaki Astiz
Iñaki Astiz Ventura (* 5. November 1983 in Pamplona) ist ein ehemaliger spanischer Fußballspieler.

## Spielerkarriere
Der spanische Verteidiger Astiz stammt aus der Jugend des CA Osasuna. Von dort führte sein Weg über die zweite Mannschaft von CA Osasuna in den bezahlten Fußball. In seinem ersten Jahr in der Profimannschaft des CA Osasuna kam er jedoch zu keinem Einsatz. 2007 verließ er dann Spanien und wechselte nach Polen zu Legia Warschau. Hier konnte er sich schnell einen Stammplatz in der Verteidigung erspielen und zählt zu den besten Verteidigern der polnischen Ekstraklasa. Nach 9 Jahren in Polen verließ er nach Ende der Saison 2014/2015 Legia Warschau und unterschrieb einen 2-Jahres-Vertrag bei APOEL Nikosia auf Zypern. Nach dessen Ablauf kehrte er zu Legia zurück und spielte weitere dreieinhalb Jahre für die Hauptstädter, hauptsächlich in deren zweiter Mannschaft. Anfang 2022 erklärte er seinen Rücktritt vom aktiven Sport.

## Erfolge
- Polnischer Meister (5): 2013, 2014, 2018, 2020, 2021
- Polnischer Pokalsieger (6): 2008, 2011, 2012, 2013, 2015, 2018
- Zyprischer Meister (2): 2016, 2017